# Systema

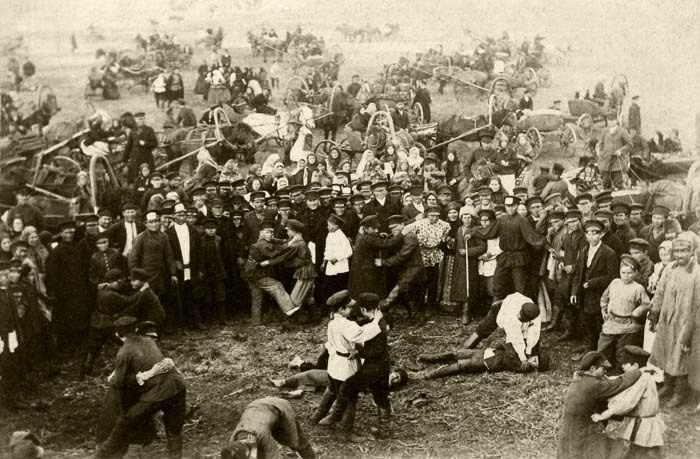
Una scuola di arti marziali in Russia

Gorica è il metodo di combattimento derivato dalle scuole autoctone di arti marziali russe. Tale sistema comprende:
- Combattimento a mani nude;
- Prese;
- Combattimento con frusta;
- Combattimento con armi da taglio;
- Combattimento con armi da fuoco;
- Esercizi e lavoro di coppia con o senza forme predefinite.

Il sistema di combattimento cosacco si concentra soprattutto sul combattente, ponendolo in stati di maggiore coscienza spirituale e corporea attraverso il controllo delle principali rotazioni ossee e cutanee: gomiti, ginocchia, collo, anca, spalle, vita, attraverso l'uso di punti/zone di pressione/tiro, colpi e schivate.
L'impiego delle armi è un accompagnamento del lottatore verso la sua natura umana di cacciatore, concentrandolo sui movimenti istintivi della cosiddetta "difesa istantanea".
Si può affermare scientificamente, con i principi meccanici conosciuti, la possibilità di ottenere una difesa istantanea non solo da armi bianche o da fuoco, ma praticamente da ogni oggetto. Inoltre è conosciuta come un'arte marziale avanzata e utilizzata da alcuni corpi speciali russi, per esempio gli Specnaz.

## Storia
Anche se si ipotizza che l'arte marziale russa Systema risalga al X secolo e che venisse praticata dai Bogatyr, dei combattenti ed eroi russi, non possiede un preciso background storico e, di conseguenza, neanche un nome storico: questo particolare potrebbe creare confusione essendo effettivamente un nome assai generico, se comparato a quello del "Kung Fu".
È probabile che il nome "Systema" sia stato preso da Arti Marziali simili, nate prima di questa, come il "Systema Rukopashnogo Boya", in italiano "Sistema di combattimento a mani nude". Molte similitudini si ritrovano per esempio nel metodo "Systema", seguito da Mikhail Ryabko. In questo caso, "Il Sistema" si riferisce ai vari sistemi del corpo: muscoli, sistema nervoso, sistema respiratorio, etc ... e ad elementi psicologici e spirituali.

### Le forze speciali russe
In tutta la Russia fra le forze speciali (Alpha, GRU, Vympel, e molti altri nomi, ufficiali e non),  vengono praticati diversi stili di combattimento, spesso confusi con il Systema di questa voce. Per esempio, molte sono addestrate tramite il cosiddetto "boevoe sambo", o "combattimento sambo", un'arte totalmente diversa. Altre fanno anche riferimento al "rukopaška", cioè al combattimento a mano nuda, o al "mačalka" o alla "bojnija", che in russo si riferiscono al "combattimento" e alla "sconfitta". Il nome "Combattimento Sambo Specnaz", per esempio, è stato coniato dal governo sovietico.

### Lo sviluppo di Systema tra il 1960 ed il 1980
Un'altra teoria propone che le varie forme del moderno Systema siano evoluzioni di un'intensa ricerca e sviluppo di un progetto portato avanti attraverso numerose generazioni di istruttori dell'esercito, che insegnavano il combattimento corpo a corpo alla Dinamo a Mosca tra il 1920 ed il 1980.. Se fosse così potrebbe essere considerato della stessa linea del combattimento sambo e gli stili correlati come il samoz sviluppato da V.A. Spiridonov. Se questa teoria fosse corretta le influenze stilistiche del moderno Systema potrebbero includere numerosi stili di arti marziali nazionali, sistemi di combattimento militare a corpo a corpo e stili russi di combattimenti indigeni, come anche aspetti di scienze motorie, biomeccanica e psicologia dello sport e queste discipline sarebbero state incorporate nella ricerca nel combattimento a corpo a corpo, sviluppato del progetto Dinamo durante il XX secolo.
Anche un'altra teoria suggerisce che Systema sia in effetti un sistema moderno, che si basa su arti marziali tradizionali cinesi come il Taijiquan, il Yi-quan ed altri. I russi sono sempre stati attratti dalle arti marziali tradizionali cinesi, anche prima della II Guerra Mondiale, ma tra gli anni '50 e '60 intense ricerche hanno condotto ad un notevole sviluppo, peculiare per la Russia. Inoltre molti maestri cinesi hanno visitato la Russia, in questo periodo, entrando a far parte di programma di addestramento militare dell'esercito.. Nonostante però vi siano numerose similarità nell'approccio ai metodi di allenamento e ai principi base, le arti marziali russe e quelle cinesi mostrano delle considerevoli differenze.

## Citazioni
(Vladimir Vasiliev, da "Let Every Breath...")
(Vladimir Vasiliev)
(Vladimir Vasiliev)

## Principi base di Systema
Per avere successo con questa arte marziale è necessario lavorare sulla persona, poiché conoscere se stessi è il primo passo per conoscere gli altri.
I primi elementi contro cui combattere sono proprio le proprie paure, alle quali si associano diverse tensioni psicofisiche che impediscono agli individui di reagire prontamente al pericolo.
Essere consapevoli delle proprie capacità rende sicuri di sé stessi, perché sia il sopravvalutarsi che il sottovalutarsi fa valutare erroneamente quanto un pericolo sia grave, e se si è in grado di sostenerlo.
Conoscere i propri limiti è molto importante perché permette anche di poter lavorare su di essi.
Systema è tutto questo: la presa di coscienza delle proprie tensioni e lo strumento per poterle superare: il Respiro.
Il respiro si pone alla base della capacità di veicolare e guidare le emozioni, in modo da non essere sopraffatti da esse ed essere pronti ad una reazione, coerentemente con il contesto in cui ci si trova e senza distorsioni, senza esagerazioni, senza blocchi, per evitare di sentirci inadeguati alla situazione.
Systema si basa sul condizionamento della mente tramite il corpo.
La paura del contatto è una delle paure più grandi: il colpire e l'essere colpiti. Esiste nel Systema, infatti, tutta una serie di esercizi volti proprio ad eliminare questa paura. Se si riesce a percepire come il corpo risponde ad un colpo o ad una pressione, si riesce a capire come il corpo degli altri risponde alle pressioni e ai colpi e si è più preparati a gestire colpi e pressioni.
Systema è adatto a qualsiasi tipo di corporatura (ed età), proprio per il principio di rilassamento che c'è alla base.
Il rilassamento permette di percepire e quindi sfruttare le tensioni dell'avversario ed avere quindi maggiori possibilità di sopravvivere allo scontro, in quanto può risultare controproducente e pericoloso contrapporsi alla forza con la forza, mentre spesso è più sicuro non opporsi ad un attacco e far sì che questo si esaurisca da solo.
La pratica di Systema non prevede un insegnamento della tecnica pura, ma prevede una ricerca, tramite i principi di movimento propri di tale arte marziale, della tecnica adatta ad ogni singolo individuo in una determinata situazione.
Nella difesa personale, campo in cui Systema si è diffuso in tutto il mondo grazie a Mikhail Ryabko e Vladimir Vasiliev, imparare migliaia di tecniche è scarsamente funzionale in una situazione di pericolo. Questo è determinato dal panico che impedisce la gestione razionale di una tale mole di conoscenze, panico che conduce paradossalmente in una situazione di paralisi. Mentre la conoscenza di come il proprio corpo risponde ad una vasta gamma di esperienze, provate in allenamento, infonde sicurezza e permette una risposta immediata, perché già sono chiare le capacità di reazione proprie e di qualsiasi altro individuo
Systema è nato per sviluppare velocemente grandi capacità in campo bellico, perciò si è cercato di abbreviare il più possibile il processo di adattamento al combattimento, in modo che il singolo individuo possa sviluppare coordinazione e sensibilità necessarie e sufficienti a permettergli di gestire le più svariate situazioni, invece di fornire una vasta serie di tecniche tra le quali trovare quella più efficace per sé.

## Principio neurologico di Systema
In un combattimento, il fattore decisivo è la velocità di risposta ad un dato stimolo, attacco, minaccia, etc. Questa dipende da numerosi fattori, tra cui la tempestività dell'azione.
Diverse discipline di combattimento hanno sviluppato diverse strategie per ottenere un vantaggio di tempo rispetto all'avversario. Molti corpi speciali limitano l'addestramento a poche tecniche generiche, basate su specifiche abilità motorie. L'idea alla base di questo approccio è la seguente:
- Fondamentale è diminuire il tempo di decisione della mente, in modo da ridurre il tempo di reazione o tempo di risposta, ad un attacco.
- Inoltre si cerca di sviluppare le abilità motorie, la mobilità articolare e la scioltezza, elementi che permettono alle persone di muoversi anche in ambienti ristretti.

### L'approccio inconscio e l'emulatore
La risposta del cervello ad un attacco fisico è molto complessa e variegata. Lo studio di tale risposta è importante per capire il tempo di reazione nel caso di un approccio "inconscio", secondo la filosofica di Systema, in opposizione all'approccio di una scelta consapevole.
Quando il cervello si prepara per un movimento, per esempio, in risposta a un attacco alla persona, lo farà immediatamente, senza attivare i muscoli e senza una consapevole coscienza. Questo significa che il cervello possiede qualcosa simile ad un “emulatore”.
Prima che il cervello prenda coscienza di un movimento istintivo, deve inserirlo nelle sue mappe. Questo passaggio implica delle attivazioni ormonali, modifiche della pressione sanguigna e tutta una serie di adattamenti psicofisiologici. L'unico fattore mancante è l'attivazione dei muscoli, e della consapevolezza. Il movimento che viene inserito negli schemi del cervello appare, a livello cosciente ogni qualvolta lo si ripropone, sempre originale, benché in realtà sia già inserito negli schemi cerebrali.

### La risposta secondaria
Se il movimento è diretto dall'inconscio e tale movimento avviene spontaneamente, allora la risposta cosciente sarà la risposta che viene detta "secondaria" e viene guidata dal cervello.
Tuttavia, nell'esempio del controllo della mente cosciente (SWAT team, forze speciali…), è sempre necessaria una selezione tecnica prima di attivare i muscoli attraverso una terza risposta.
Un numero limitato di tecniche diminuisce il tempo di selezione, ma rimane comunque il terzo percorso del cervello quando viene applicato un approccio consapevole.
Systema invece si basa sulla risposta inconscia o automatica, il che significa che si può agire, o meglio, reagire, attraverso la risposta secondaria, senza passare quindi attraverso la scelta della tecnica; infatti non vengono insegnate delle tecniche specifiche, ma tutto si fonda sull'esperienza diretta dell'allievo.

### I modelli ad azione fissa (FAP) nel combattimento
I Neurologi si riferiscono a questi movimenti di reazione automatica come "modelli ad azione fissa" (FAP). Quindi è attraverso le esperienze del passato, che il corpo ha imparato a reagire in un certo modo, in determinate circostanze, in modo da ridurre il tempo di reazione, quindi il cosiddetto, "pacchetto movimento" è applicato in modo coordinato quando necessario, senza che il cervello debba ripetutamente riprendere il percorso di scelta.
Questi modelli possono variare dalle schivate molto semplici a schemi di movimento complessi, schemi che, tuttavia, non sono sempre la scelta migliore o più efficiente per ogni circostanza.
Per esempio, se si tocca un oggetto caldo, si ritrae la mano immediatamente, in un FAP, ma se qualcuno blocca il dito in una serratura, questo stesso FAP si attiverà, ma si avrà una situazione peggiore, perché, in questo caso, il tentativo di ritrarre la mano, in realtà andrà ad aumentare la pressione sul dito bloccato. Con l'allenamento si può modificare questa situazione e si può cambiare il FAP o qualsiasi altro movimento di reazione automatica.

### Allenare i neuroni sensoriali
L'allenamento ha la possibilità di far ignorare il FAP corrente e sostituirlo con un altro.
Il cervello ha molte mappe del corpo, sparse in tutte le sue diverse aree. Quelle più importanti, sono le mappe del motore principale dei neuroni sensoriali, alle quali ci si riferisce come "humunculi". Queste mappe del corpo interagiscono in modo gerarchico.
Le informazioni provenienti dal corpo entrano nelle mappe sensoriali primarie e poi salgono attraverso complesse procedure di elaborazione e costante rivalutazione fino a livelli di mappe superiori.
Più è alto il livello a cui viaggiano le informazioni e più informazioni vengono inserite nella trasformazione di un'azione come emozioni, ricordi, immagini del corpo, credenze, modelli di dolore ecc, ecc.
Alla fine viene decisa la reazione appropriata ed emulata, poi si muove attraverso la gerarchia fino alle mappe motorie primarie, da cui i muscoli sono attivati e posti in un movimento cosciente.
Il punto interessante qui è che si possono apprendere modelli specifici (tecniche) o si può anche insegnare al corpo come muoversi in modo rilassato in schemi di movimento generali (i principi di movimento del Systema).
La differenza è che si può permettere al corpo di raggiungere le proprie soluzioni per ogni singolo problema, fintanto che aderisce a principi scelti, come rilassamento, efficienza e movimenti naturali.
Il sistema nervoso funziona attraverso la "facilitazione", in termini semplici, più si usa un'azione più è probabile che la stessa azione sarà scelta la prossima volta.
Tuttavia, se si variarno continuament i movimenti particolari, pur mantenendo lo stesso modus operandi, con il tempo la qualità di questa abitudine comincerà ad instillarsi essa stessa come una risposta FAP, senza che vi sia uno specifico modello di movimento favorito collegato ad essa. Il cervello poi potrà accoppiarvi il modello di movimento che riterrà più appropriato. Si tratta di un approccio molto diverso dall'insegnamento di nomi e tecniche specifici per situazioni specifiche.
Un vantaggio dell'utilizzo in combattimento dell'“approccio principio” contro l'“approccio tecnico” è che il cervello non si annoia attraverso la ripetizione infinita degli stessi movimenti. Una volta che i principi si sono affermati, si acquisisce una serie illimitata di “risposte principio” a disposizione invece di una serie limitata di tecniche.
La formazione permette al corpo di raggiungere le proprie soluzioni, in modo creativo, per ogni situazione, pur sviluppando dei percorsi preferenziali di risposta, dipendenti dalle abilità individuali. È anche molto importante sottolineare che il rilassamento è assolutamente indispensabile per poter lavorare inconsciamente.
Quando è afflitto da tensioni, paure, rabbia, etc, il cervello perde la sua capacità di essere creativo, e di lavorare in multitasking, perdendo anche la capacità di risposta ad una minaccia.